# Hydriomena fasciata
Hydriomena fasciata là một loài bướm đêm trong họ Geometridae.